# KTM-2
KTM-2（ロシア語: КТМ-2）は、かつてソビエト連邦（ソ連）各地の路面電車路線で使用されていた電車（電動車）。付随車のKTP-2（КТП-2）と共に量産され、多数の最新の要素が用いられたが、故障や事故が相次いだ事で多くの都市で早期に運用から撤退した。

## 概要
第二次世界大戦（大祖国戦争）後の1948年以降、ウスチ＝カタフスキー車両製造工場ではソビエト連邦（ソ連）各地の路面電車へ向けて2軸車のKTM-1（電動車）やKTP-1（付随車）の大量生産が実施されていた。だが、車体デザインの変更こそ実施されたものの主要機器の構造は戦前の車両のものを受け継いでおり、1950年代の時点で前時代的なものとなっていた。そこで、ウスチ＝カタフスキー車両製造工場では1956年以降これらの車両の機器を中心に改良を加えた新設計の2軸車の開発を始めた。そして、工場創立200年を迎えた1958年に試作車が完成したのが、電動車のKTM-2と付随車のKTP-2である。
軸ばねと枕ばねが設置された台車を有する構造はKTM-1・KTP-1と同様であったが、KTM-2・KTP-2は車輪にゴムを挟んだ弾性車輪やローラーベアリング（ころ軸受）が使われ、騒音や振動の抑制が図られた。また、KTM-2には制動装置として低速・停車時に用いられる空気ブレーキや非常用の手ブレーキに加えて発電ブレーキが搭載され、冬季には電気ヒーターに加えてこの発電ブレーキによって加熱された空気が車内暖房に使われた。車体構造もKTM-1・KTP-1から変更され、屋根にはグラスファイバーが用いられた他、側面の大型2枚窓は上部がスライド式の可動窓となっていた。車内の座席配置は従来のクロスシートから布張りのロングシートへと変更された。

## 運用
1958年に製造された試作車両はカリーニン（カリーニン市電）で試運転を行い、その結果に基づいた先行量産車が1960年にハルキウ（ハルキウ市電）に導入された後、翌1961年からKTM-1・KTP-1に代わり量産が開始された。大量生産の過程では通気口の数や窓枠の変更に加え、故障が頻発していた乗降扉の開閉装置を電気駆動から従来の車両にも用いられた圧縮空気駆動方式に戻された。量産は1969年まで続き、ソ連各地の都市へ向けて3,400両以上が導入された。KTM-2は1両でも運用可能な設計となっていたが、ほとんどの都市では付随車のKTP-2を牽引する2両編成での運用が主体となっていた。
だが、KTM-2・KTP-2に導入された新たな技術はメンテナンスの面で難があった他、車内のロングシートも乗客から不評を買っていた。更に故障も相次ぎ、1972年にはトゥーラ（トゥーラ市電）で発電ブレーキの故障が引き金となった脱線・転覆事故が発生し、12人が死亡、80人以上が負傷という惨事となった。その結果、同年のうちにトゥーラ市電からKTM-2・KTP-2は全車営業運転から撤退した他、ロシア・ソビエト連邦社会主義共和国の住宅・公共事業省も他都市に残存する車両を早期に引退させるよう宣言が出された事で他都市でも廃車が進んだ。最後まで残存したのは現：ウクライナのオデッサ（オデッサ市電）で、1988年まで在籍していた。
この形式以降、ウスチ＝カタフスキー車両製造工場は2軸車の量産を行っておらず、以降の増備はより近代的かつ輸送力が高いボギー車のKTM-5に切り替えられている。

## 現存車両
2020年現在、ロシア連邦のプロコピエフスクおよびカザフスタンのテミルタウにある公園でKTM-2が1両ずつ静態保存されている。そのうち後者は廃車後倉庫として使用されていたものを映画の撮影に向けて2007年から2008年にかけて復元した車両で、撮影後は一時的にテミルタウ市電で動態運転が行われたが再度休車となり、2018年から修復のうえ静態保存された経歴を持つ。他にもウクライナのドニプロ市内を走るドニプロ市電では、KTM-2の機器を用いた2軸車「レトロ（Ретро）」による動態保存運転が行われているが、車体はドニプロ市電開業時の車両を基に新造されたもので、KTM-2と異なる形状を有している。
一方、事業用車両としては2019年時点でロシア連邦のロストフ・ナ・ドヌ（ロストフ・ナ・ドヌ市電）に1両が在籍している。他にもウクライナのカーミヤンシケ（カーミヤンシケ市電）にも事業用車両（高所作業車）として1両が存在したが、同年に実施された消火訓練の中で燃やされた。

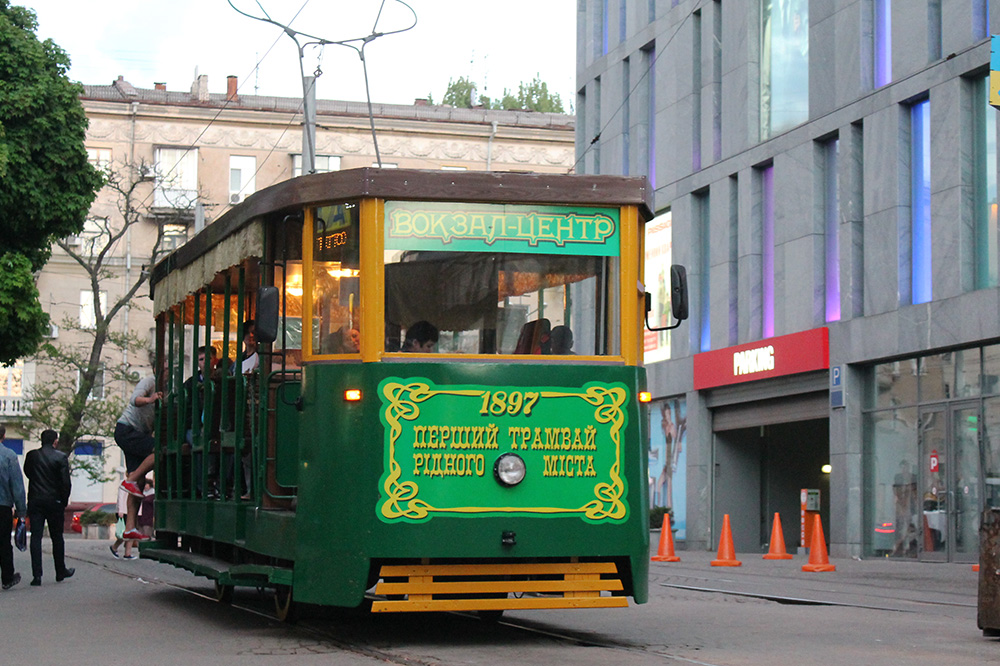
レトロ調の車体に交換されたドニプロ市電のKTM-2（2016年撮影）